# Couve-flor
A couve-flor é uma hortaliça do tipo inflorescência (conjunto de flores) que pertence à espécie Brassica oleracea (couves), assim como o repolho, os brócolos, o romanesco, etc., cuja textura delicada e tenra exige cuidado e atenção na sua preparação. Pertence ao grupo Botrytis.

## História
Originária da Região do Mediterrâneo, foi levada para a Europa no começo do século XVI.
Hoje o seu cultivo é fácil pois adapta-se bem a qualquer tipo de solo, com pequenas correções.
A couve-flor é originada da Costa Norte Mediterrânica, Ásia Menor e Costa Ocidental Europeia e teve expansão para a Europa no século XVI. É uma planta originária de clima frio, cujas cultivares ou híbridos necessitam de baixas temperaturas para a passagem da fase vegetativa para a reprodutiva. No Brasil, a introdução dessa hortaliça se deu principalmente com a vinda dos primeiros imigrantes italianos, sendo mais cultivada nos Estados de São Paulo, Rio de Janeiro, Rio Grande do Sul, Minas Gerais, Paraná e Santa Catarina. Essa cultura tem também grande importância para os agricultores familiares, que normalmente cultivam pequenas áreas com essa espécie ao longo do ano. É uma cultura lucrativa e bastante exigente em mão de obra, principalmente na fase de colheita. Os primeiros cultivares disponíveis somente se adaptavam às condições amenas e de inverno, de modo que geralmente as principais regiões produtoras situavam-se no centro-sul do País, em locais de clima mais ameno.

## Consumo

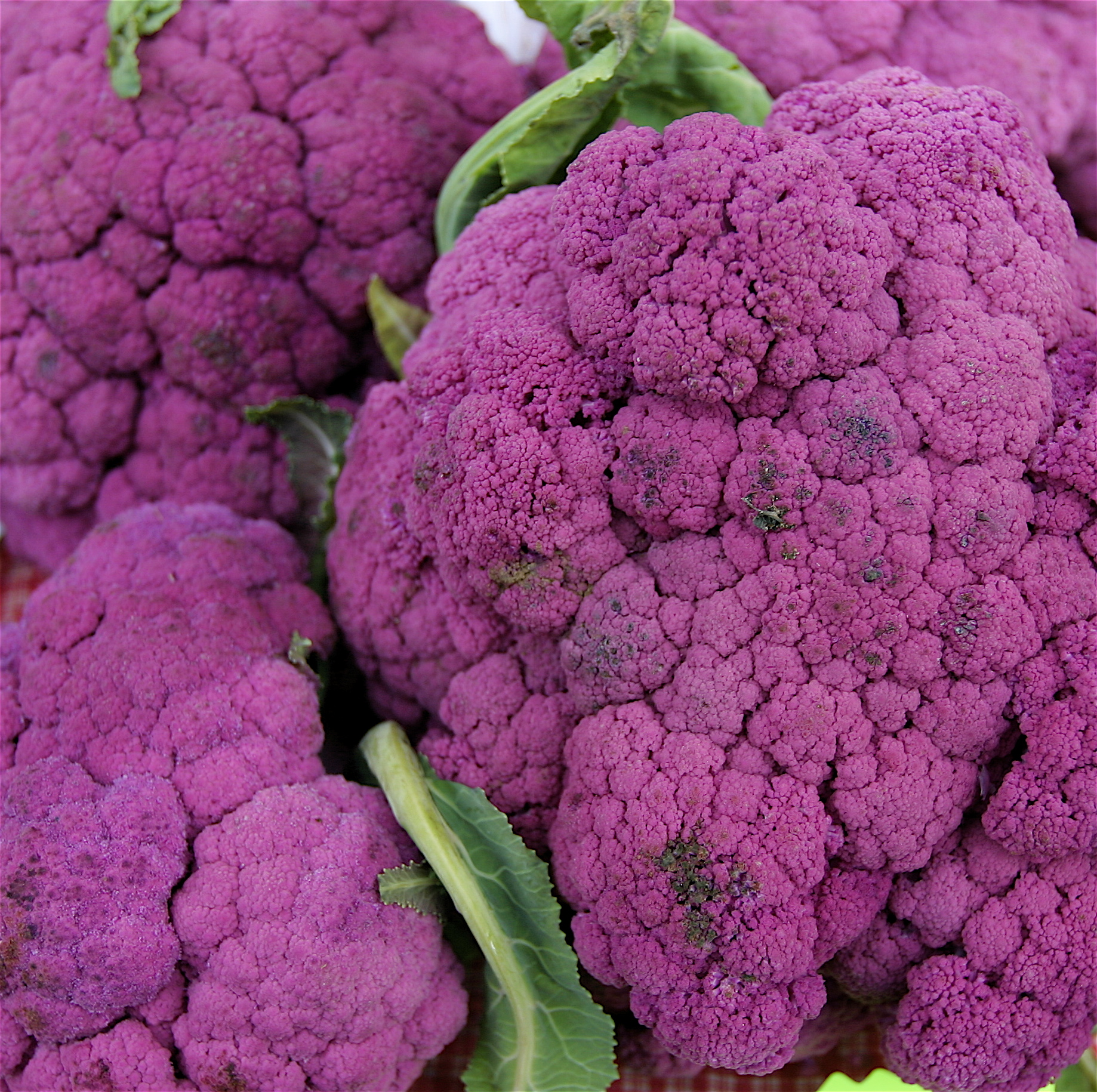
Couve-flor roxa.

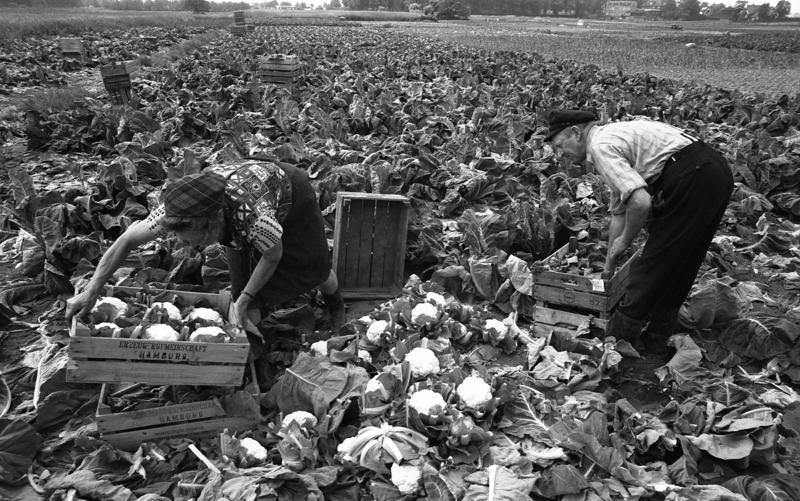
Trabalhadores numa plantação de couve-flor.

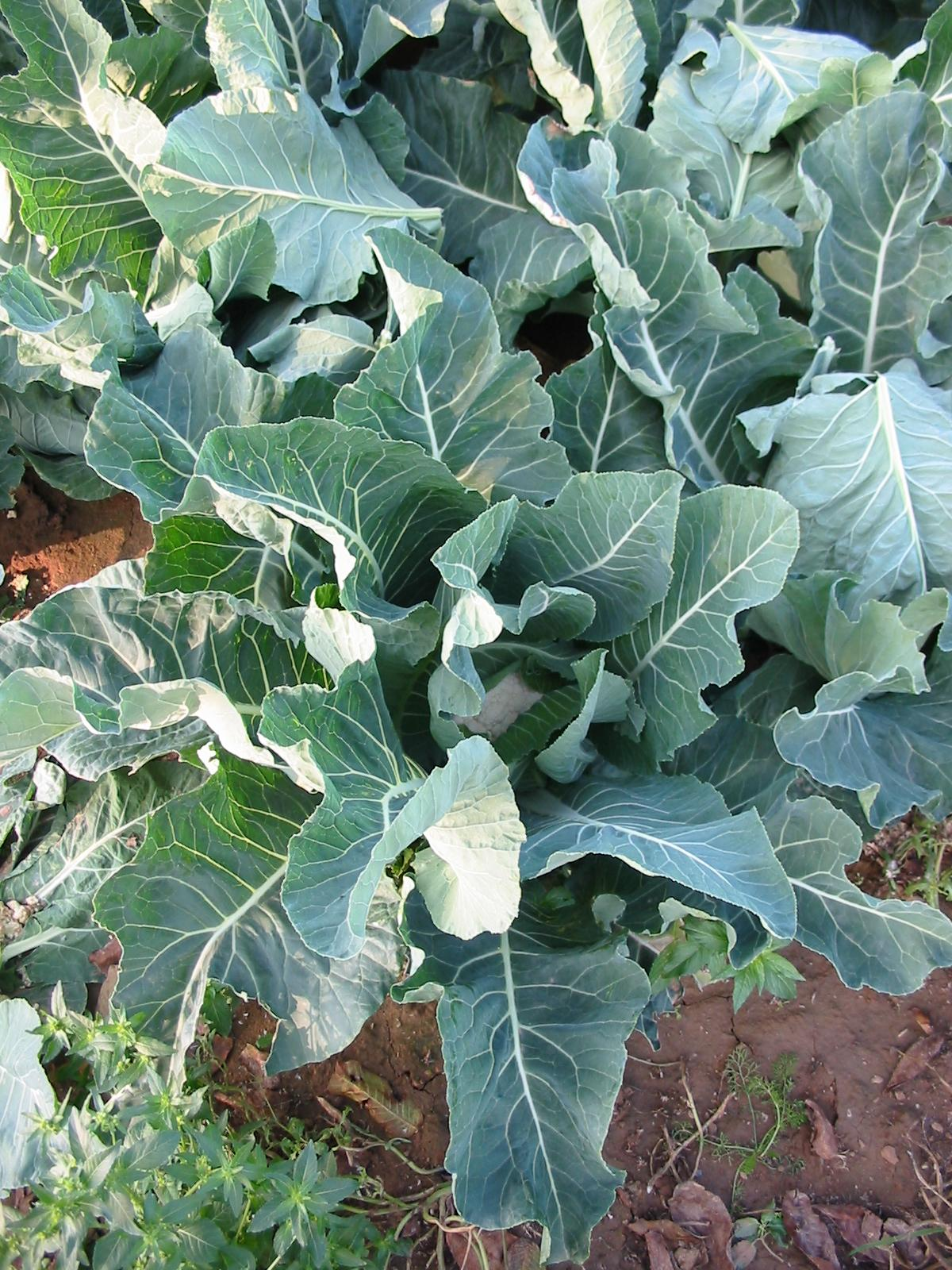
Plantação de couves-flores.

Pode ser consumida crua, cozida (recomenda-se a vapor) ou de outras formas: frita, empanada, assada e gratinada (Pamplona, p. 109) . Também pode ser utilizada para fazer purê, massa de pizza ou até  mesmo ser usada como substituta do arroz. Entretanto, ao ser ingerida crua, potencializa-se os efeitos antioxidantes da hortaliça.